# Norops kreutzi
Norops kreutzi är en ödleart som beskrevs av  Mccranie KÖHLER och WILSON 2000. Norops kreutzi ingår i släktet Norops och familjen Polychrotidae. Inga underarter finns listade i Catalogue of Life.